# Aetheomorpha assamensis
Aetheomorpha assamensis es un coleóptero de la familia Chrysomelidae.
Fue descrita científicamente por primera vez en 1908 por Jacoby.